# Visconde do Rio Branco
Visconde do Rio Branco es un municipio brasileño de Minas Gerais. Tiene una población estimada, en 2021, de 43 351 habitantes.